# Risoba diphtheroides
Risoba diphtheroides är en fjärilsart som beskrevs av George Francis Hampson 1897. Risoba diphtheroides ingår i släktet Risoba och familjen trågspinnare. Inga underarter finns listade.